# Ernst Chwalla
Ernst Chwalla (Viena, 28 de agosto de 1901 – Graz, 1 de junho de 1960) foi um engenheiro civil austríaco.

## Vida
Ernst Chwalla, filho de uma família de industriais da seda, obteve a graduação em engenharia civil em 1924 na Universidade Técnica de Viena. Foi wissenschaftlicher Assistent de Friedrich Hartmann no Instituto de Construção de Pontes. Em 1926 obteve o título de Dr.-Ing. com uma tese sobre a rigidez lateral de pontes abertas. Em 1928 obteve a habilitação com uma obra sobre a teoria da estabilidade. Em 1930 foi chamado para uma cátedra de estática das construções na Universidade Técnica Alemã de Brno e foi chefe do Instituto de Estática das Construções. 
Após o final da Segunda Guerra Mundial Chwalla foi prisioneiro soviético e foi internado em um campo de trabalho na República Tcheca. Com ajuda de professores colegas em Brno foi feita uma procura por ele, que resultou em sua libertação em junho de 1945. Chwalla trabalhou com Karl Girkmann em Viena como engenheiro e consultor de construção de barragens, usinas e canalizações de pressão na Áustria pós-guerra, bem como como docente de concreto armado na Universität für Bodenkultur. Em 1955 ocupou a nova cátedra de estática das construções na Universidade Técnica de Graz. Morreu vitimado por um infarto.
Ernst Chwalla foi de 1925 a 1960 o mentor científico na área da teoria da estabilidade em estruturas metálicas. Com Kurt Klöppel é reconhecido como pai da DIN 4114 (1952). Sua obra "Einführung in die Baustatik" foi durante muitos anos referência na formação das escolas técnicas.

## Condecorações
Foi membro da Verein Deutscher Ingenieure. Em 1954 recebeu o título de Dr.-Ing. h.c. da Universidade Técnica de Berlim.  Em 1959 foi eleito membro ordinário da Academia Austríaca de Ciências.

## Obras
- Die Stabilität des Rahmenstabes, Hölder-Pichler-Tempsky A. G., 1927
- Das ebene Stabilitätsproblem des Kreisbogens, Hölder-Pichler-Tempsky A. G., 1927
- Die Stabilität zentrisch und exzentrisch gedrückter Stäbe aus Baustahl, Hölder-Pichler-Tempsky A. G., 1928
- Elastostatische Probleme schlanker, dünnwandiger Rohre mit gerader Achse, Hölder-Pichler-Tempsky A. G., 1931
- Genaue Theorie der Knickung von Rahmenstäben, 1933
- Drei Beiträge zur Frage der Tragvermögens statisch unbestimmter Stahltragwerke, 1934
- Das Problem der Stabilität gedrückter Rahmenstäbe, 1934
- Die Bemessung der waagerecht ausgesteiften Stegbleche vollwandiger Träger, 1936
- Die Kipp-Stabilität gerader Träger mit doppelt-symmetrischen I-Querschnitt, Springer 1939
- Knick- und Beulvorschriften für Stahlbau: Nebst Erläuterungen zur Begründung des Normblattentwurfes DIN 4114 und Erläuterungen zur Bemessung von Knickstäben, Deutscher Normenausschuß 1939, com Willy Gehler
- Din E. 4114. Knick- und Beulvorschriften für Stahlbau: Nebst Erläuterungen z. Begründung d. Normblattentwurfes 1. T. Abschn. A 1-A 3, Deutscher Normenausschuß 1939, com Willy Gehler
- Vorschlag und Erläuterungen zur Neufassung des Abschnittes A, I, e des Normblattentwurfes Din E 4114, Stahlbau-Verlag 1940
- Knick-, Kipp- und Beulvorschriften für Baustahl DIN E 4114: Entwurf 4a d. Beratungsunterlage vom Okt. 1943, 1944
- Kippung von Trägern mit einfach-symmetrischen, dünnwandigen und offenen Querschnitten, Springer 1944
- Einführung in die Baustatik, Stahlbau-Verlag 1954
- Hilfstafeln zur Berechnung von Spannungsproblemen der Theorie zweiter Ordnung und von Knickproblemen, Stahlbau-Verlag 1959